# 松平信定

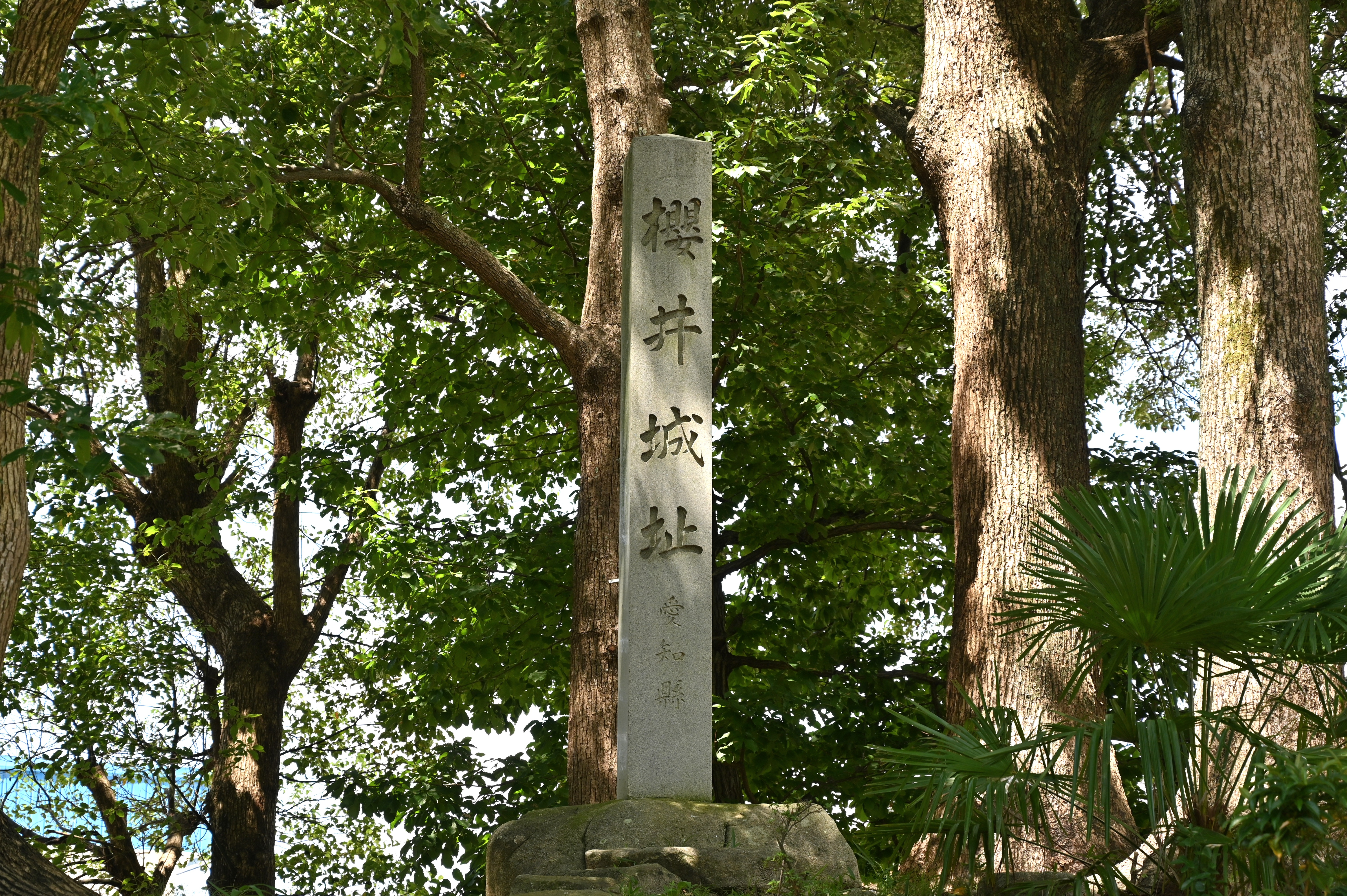
桜井城址の碑（愛知県安城市桜井町）

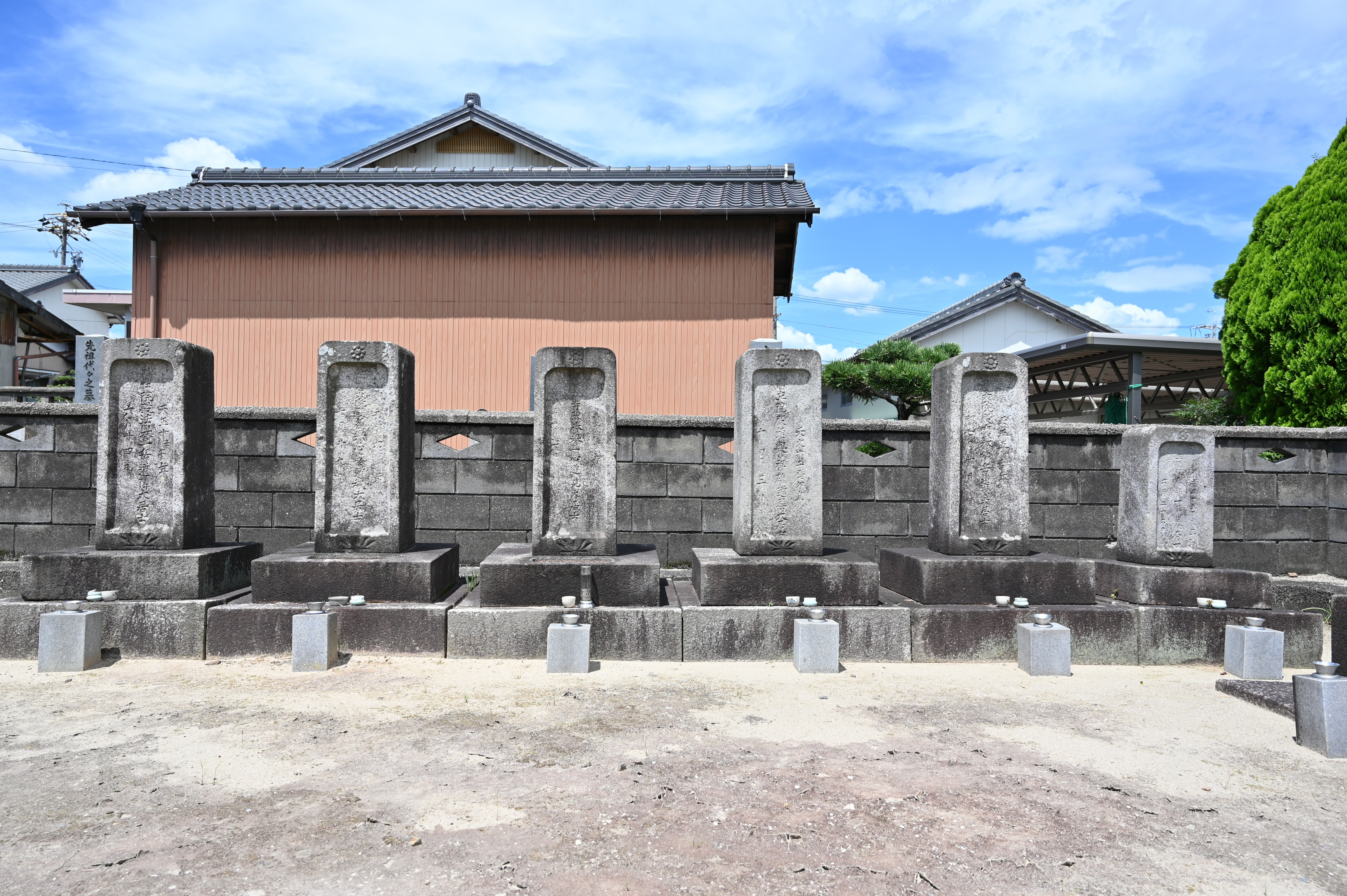
桜井山菩提寺にある松平信定の墓（左から3番目）

松平 信定（まつだいら のぶさだ）は、戦国時代の武将。三河松平氏の一族で松平長親の三男。碧海郡桜井村（現在の愛知県安城市桜井）を拠点とし、桜井松平家初代となった。
安祥松平家の家督を巡り、長兄の信忠、清康、広忠と対立した（ただし、近年これを否定する説もあるため、後述する）。

## 略歴

### 誕生・碧海郡桜井に分出
15世紀の末頃、安祥松平家の松平長親の三男として誕生。『三河物語』には次男と記載されているが、松平家では「三郎」は嫡男である「次郎三郎」の略として用いる例があり、実際の三男が用いることが出来なかったとされているため、「与一」の通称を用いていた信定は三男であったとみるのが適切と考えられている（与一は“余一”が転じた物か）。
通説によれば、長兄の信忠は安祥松平家の跡目でありながら一族・家臣からの人望に乏しく、大将としての器量もなかったゆえに統率を欠いた。このため三男であった信定の家督継承を望む声があり、また父・長親からの期待も受けたと。しかし叔父・松平親房（親忠の四男、入道宗安）の婿養子に出されたため、跡目の候補から外され、叔父の所領・三河国碧海郡桜井（安城市桜井）に桜井城を築いて居城とした。
やがて、信忠は家督を継ぐも、その暗愚を咎められ一門・家臣等によって短期で隠退させられ、その子・清康が継いだ。

### 甥に仕えるも、なお安祥松平家の跡目を窺う
大永3年（1523年）、安祥松平の家督を継いだ甥・清康に仕えることになった。しかし、信定は安祥松平家に対して従順といえる姿勢ではなかった。大永6年（1526年）には氏族が敵対していた尾張国守山城主となった織田氏と縁を結んだ（嫡男・清定の室に織田信秀妹を迎えたとされ、のちに娘を織田信光に嫁がせたともいう）。
清康の要請により、享禄2年（1529年）、信秀家臣酒井秀忠の居城・品野城（瀬戸市）を落として居城としたが、この頃から信定は清康に対して不穏な動きを示すようになった。清康は外征の矛先を今川氏輝麾下にあった東三河に転じ、享禄3年（1530年）の八名郡熊谷実長の居城宇利城攻撃に参陣する。『三河物語』によれば、宇利城大手口の寄せ手として、次兄の福釜松平家親盛と共に戦うが、敵中に突撃した親盛に助勢を送らなかったため、結果として親盛の父子を死なせた。これが本陣で目撃していた清康の逆鱗に触れ、合戦後に面罵されたという。また、同年に牧野信成の吉田城を攻めた際、城の西岸・宝飯郡下地において城方と会戦した（下地合戦）際、興奮し敵中への突撃を試みる清康に対して、「大将に討ち死にをさせよ」と発言し敢えて制止しなかったともいう。

### 安祥松平家の衰退と信定の死
天文4年（1535年）、遠征先の尾張国守山において清康は、重臣阿部定吉の嫡子の正豊の怨恨により陣中にて殺害された（森山崩れ）。
この遠征には加わっていなかった信定は、清康の遺児の竹千代（松平広忠）と対立した。信定は竹千代の居城で清康の居城であった岡崎城を占領し、竹千代は阿部定吉の縁故を頼みに伊勢国に逃亡した。
竹千代は定吉の働きもあり、東条吉良氏の吉良持広の元に逃れ、さらに駿河国の戦国大名今川氏の今川義元らの庇護を取り付けた。駿河にて今川義元に従属することとなったが、翌年に今川氏の応援を受けて幡豆郡の室城へ入城した。信定はこれを攻めたが敗退した。さらに大久保忠俊ら三河に残る広忠派の譜代家臣が広忠（竹千代）の岡崎復帰を支援した。翌天文6年（1537年）6月、信定の岡崎城留守居であった松平信孝（三木松平家。信定の甥、清康の弟）が広忠派に転身し、広忠を岡崎城に迎え入れた。情勢の不利を悟った信定は、広忠に帰順した。
しかしその後も信定は、事ある毎に広忠と対立し、広忠派であった弟松平義春とも対立した。天文7年11月27日（1538年12月18日）に死去。ただし、大樹寺及び信定が創建した菩提寺である桜井山菩提寺の過去帳には天文8年11月27日死去と記されている。
長男の清定（内膳正・与一）や孫の家次（監物丞）も広忠の嫡子松平元康と争ったが、永禄7年（1564年）春の三河一向一揆以降は、従属した。

## 異説
歴史学者の村岡幹生は『松平記』や『三河物語』をはじめとする記録類が描く信定像と一次史料から見える信定像が異なっており、後世に伝えられている信定の事績は事実から大きく歪められている可能性が指摘している。

### 清康時代の安祥城主は誰であったのか
連歌師宗長の手記である『宗長日記』によれば、大永7年の4月頃に刈谷の水野氏を訪問した宗長は翌日に安祥にて松平与一の接待を受けたという。更にその翌日には松平次郎三郎の家城があるある岡崎を通過したと記している。与一＝信定、次郎三郎＝清康と考えられているが、大永7年当時には松平親房には嫡男が健在であったため（後述）、信定は桜井城にはいなかったと思われる。一方、清康も森山崩れで討たれるまで岡崎城を居城として、安祥城を本拠地としては用いなかった。村岡は信忠の隠居後も清康が岡崎城にいたまま家督を継いだために、信定が安祥城に入っていたとしている（ただし、村岡は信忠の隠居の時期は確定できず、死去時まで名目上の当主の地位にあった可能性もあるとする）。尾張の一部にまで勢力を広げた安祥の信定と岡崎にいた清康とは緊張した関係にあったと思われるが、『三河物語』などが伝えるような不仲を裏付ける史料はない（むしろ、『三河物語』ですら、品野の戦いで戦功を叔父に譲った記事を載せている）。少なくても森山崩れ以前には安城松平家の家督は清康が継承するが、安祥城は信定が支配するという合意があったとみられる。なお、森山崩れの前提として、清康が信定と対立していたことを発端とする見解もあるが、村岡説は安祥城が信定の支配下にあるとすると、清康がこれを無視して尾張に進軍することは位置関係からして困難であり、成立しがたいと主張している。

### 信定の桜井松平家継承時期
桜井にある桜井松平家の菩提寺である桜井山菩提寺の過去帳を見ると、天文5年3月15日に死去した松平親房（同過去帳は実名を「信忠」とするが、官途名の玄蕃允は親房のものであるため、誤記と考えられる）、続いて天文8年11月27日に死去した信定の名前が続いている。しかし、大樹寺の過去帳（『朝野舊聞裒藁』）には享禄4年正月15日に死去した「桜井将監」という人物が記載されている。この人物の系譜・実名は不明であるが、松平宗家の菩提寺である大樹寺で葬儀が行われる身分を持ち桜井を称していることから、桜井領主である親房の後継者であったとみられる。つまり、将監が死去する享禄4年以前に信定が親房の後継者として桜井城に入る事態は想定されていなかったことになる。信定が桜井松平家を創設（実際には親房の養子としての継承）した時期は、将監が死去した享禄4年から親房が死去した天文5年の間に限定され、桜井山菩提寺を創建したのはそれよりも後の出来事と考えられる。親房の死によって桜井松平家を創設したとすれば、それは森山崩れ後に信定が岡崎城主だった時期と重なってしまうことになる。

### 森山崩れと「御城様」
村岡説では以上の2つを前提に考えた場合、森山崩れの前後に信定と清康が対立する状況や信定が安城松平家の家督を望む状況は存在しなかったことになる。加えて、大永3年から6年に作成されたと推定される安城松平家関係者による奉加帳の写（肥前嶋原松平文書「松平一門・家臣奉加帳写」では冒頭に道閲（長親）・蔵人佐信忠・随身斎（親房）が名を連ね、与一信定も8番目に記載されているにもかかわらず、次郎三郎清孝（清康の初名）は59番目に位置する上に医王山城（山中城）にいたことが判明する。事情は不明ながら、清康が安城松平家の中枢が離れていた時期が存在しており、それから間もなく信忠が隠退していることになる。信定が清康を廃嫡して安城松平家を継ぐ好機があったにもかかわらずこの時には行動を起こさず、清康の没後に家督を狙うというのは不自然である。
史料を追っていくと、確かに清康の死後に信定が岡崎城主を意味する「御城様」と称されていた事実が存在する。しかし、信定時代の岡崎奉行7名のうち、信定の直臣であるのが明瞭なのは堀重政（平右衛門）のみで、少なくても4名は清康の家臣であったことが裏付けられる。しかも、天文6年3月以降、清康の弟で信定の甥にあたる松平信孝が「御城様」と呼ばれるようになっている。つまり、岡崎城で信定が絶対的な権力を振るうような状況は出現していないのである。『松平記』や『三河物語』は信定が狡獪な手段で人々に取り入った様を描くものの、信定が家中に信頼された事実を否定的に表現したとも考えられる。
村岡説の推測する森山崩れの実態は、清康が両方の家督を継ぐことで形式には安城・岡崎両松平家は統合されたものの、実態は安城松平家の一門・家臣と旧岡崎松平家の家臣の対立が続き、この状況に不満を抱いた阿部定吉ら岡崎系の一部家臣が画策した謀反・クーデターであったとされている。清康を殺害して跡継ぎである広忠を確保して逃亡した実行勢力に対して、信定は岡崎城に入城して事態の沈静化を図り、沈静化の後に信孝に後事に任せて安祥城（もしくは桜井城）に引き上げたとみている。『松平記』や『三河物語』が伝えるような信定自身が家督簒奪のために広忠を岡崎城から追放したとする説明は、家督簒奪の最大の障害を野に放つという矛盾を抱えており（広忠を殺害しなければ家督を簒奪できても安定化にはつながらない）、信定が入城した時点で広忠が岡崎城にいなかったために、信定が当面の間「御城様」にならざるを得なかったと解する他ないとしている。その後、広忠を擁立した阿部定吉は大久保忠俊のような広忠擁立を望む協力者や今川氏の支援を受けて三河に帰還するものの、信定の立場を継承した信孝と今川氏を背景とした阿部との間の対立は納まらず、また家中には信定が家督を預かったまま桜井城に退いたとする認識も強く、信定没後の天文9年3月にようやく広忠の当主業務の開始となる御印始が行われたという
村岡説では、森山崩れに関する基礎的史料となる『松平記』は今川氏が広忠の岡崎復帰を支援して以来、広忠・竹千代（家康）を支援したことが安城松平家＝徳川家の成功に繋がったとする史観に基づくため、広忠を擁立した阿部定吉らに不都合な事実を隠蔽している可能性が高い。村岡はその後の展望として、広忠の擁立に成功した阿部が広忠を傀儡化して専権を振りかざし、信孝や信定につながった者を徹底的に排除したことで排除された側が織田信秀を頼ることになり、織田氏の三河侵攻を招いた一因であったとしている。

## 系譜
- 父：松平長親
- 母：不詳
- 正室：松平親房娘（月華清暈大禅定尼）[要出典]
- 生母不明の子女
  - 男子：松平清定[3] - 桜井松平家2代
  - 女子：松平親乗室[3][15]
  - 女子：水野信元室[3]（本樹院）
  - 女子：松平康忠室[3][注釈 7]
  - 女子：織田信光室

## 備考
- 桜井松平家は江戸時代に入ると各地に転封するが、1711年に10代松平忠喬が移封されて以後摂津国尼崎藩に定着した。明治維新後の1882年に創建された桜井神社（兵庫県尼崎市）には、信定以来16代櫻井忠興（最後の藩主）までの歴代当主が祀られている[17][18][2]。創建当初は信定を主祭神、8代忠重（一時改易された桜井松平家を再興）と10代忠喬を併座として祀り、のちに祭神が追加されたという[2]。神号は五十橿戈衝立豊柱根命[17][2]（いかしほこつきたつとよはしらねのみこと[2]）。